# 居纳尔·索罗森
居纳尔·索罗森（Gunnar Thoroddsen，發音：[ˈkʏnːar ˈtʰouːrɔtˌsɛn]；1910年12月29日—1983年9月25日），冰岛总理（1980年－1983年）。 
居纳尔是阿尔庭（冰岛议会）有史以来最年轻的当选议员，1934年他23岁时就当选为国会议员。从1965年到1969年他担任冰岛驻丹麦大使，1968年还竞选过冰岛总统，希望接替他的岳父奥斯吉尔·奥斯吉尔松（Ásgeir Ásgeirsson，1952年到1968年担任总统）任总统。
从1947年到1959年居纳尔担任雷克雅未克市长，1959年到1965年任财政部长。1974年8月28日至1978年6月27日在盖尔·哈德格里姆松内阁中任工业和社会福利部长。
1980年，居纳尔在独立党内与党主席盖尔·哈德格里姆松意见分歧导致居纳尔脱离独立党，和一些进步党国会议员以及人民联盟组成了新的政府内阁，取代了贝内迪克特·西于尔兹松·格伦达尔的少数派政府，成为冰岛历史上最年长的总理，时年69岁。他因病未能参加1983年的议会选举，5月内阁由斯泰因格里米尔·赫尔曼松接替，9月他去世。